# Neulette
 Neulette  es una población y comuna francesa, situada en la región de Norte-Paso de Calais, departamento de Paso de Calais, en el distrito de Montreuil y cantón de Le Parcq.

## Demografía
| 40 | 30 | 26 | 23 | 24 | 32 |
| Para los censos de 1962 a 1999 la población legal corresponde a la población sin duplicidades (Fuente: INSEE [Consultar]) |    |    |    |    |    |